# NGC 1484
NGC 1484 je galaksija u zviježđu Eridan.

## Vanjske poveznice
- SEDS: NGC 1484